# نفتالي بون
نفتالي بون (بالإنجليزية: Naftali Bon) هو عداء سريع كيني، ولد في 9 أكتوبر 1945 في Kapsabet ‏ في كينيا، وتوفي بنفس المكان في 2 نوفمبر 2018.

## وصلات خارجية
- نفتالي بون على موقع الاتحاد الدولي لألعاب القوى (الإنجليزية)
- نفتالي بون على موقع اللجنة الأولمبية الدولية (الإنجليزية)
- نفتالي بون على موقع أوليمبيديا (الإنجليزية)